# The Parent Rap
The Parent Rap — другий епізод 13 сезону серіалу «Сімпсони». Вийшов в Україні 13 грудня 2008 року.
На початку серії, Гомер везе у своїй машині Барта і Мілгауса до школи, коли раптом бачить фургон з акцією від КББЛ-ФМ і висаджує Барта з Мілгаусом, а сам переслідує фургон. Барт і Мілгаус мусять йти до школи пішки, коли бачать незахищену поліцейську машину Віггама, який у цей час їсть пончики у ресторані Lard Lad Donuts. Поки Барт і Мілгаус залазять у машину, Віггам говорить з працівницею, хоча вона вдає ніби нічого не чує, постійно питаючи: «Що?!», однак чує, коли Віггам каже їй «Підбув крему». Барт і Мілгаус знайомляться з усім в машині, а Віггам продовжує їсти. Тоді Барт бачить гучномовець і Фландерса, що йде неподалік. Він наказує Фландерсу зняти штани за допомогою ніг. Тоді Барта і Мілгауса помічає пес Віггама і Віггам чує гарчання пса по рації. Барт випадково натискає на стартер і машина рушає. Барт, Мілгаус і пес намагаються керувати машиною, і вони ледь не врізаються у вантажівку з супом, звертають на паркову дорогу, переривають збори гімнастів і врізаються у дерево. Віггам настигає їх, висаджує з машини, заарештовує та дзвонить батькам, щоб ті прийшли у суд.
Під час суду, суддя Снайдер одразу відпускає Мілгауса, але у нього починається час відпустки незадовго до оголошення Барта невинним, і йому на заміну приходить жінка неприємної зовнішності, років 55 і представляється як Констанція Шкода. Вона засуджує Барта і Гомера (якого вона звинуватила у недбальстві догляду за Бартом) ходити на прив'язі. Барт і Гомер у відчаї, Гомер погрожу вчинити фізичну розправу над суддею під час дороги додому, Барт теж злиться, а Мардж та Ліса не вічувають проблем і радять Гомеру з Бартом знайти позитив у ходженні прив'язаними. Такого позитиву Гомер і Барт спершу не бачать, однак швидко починають діяти разом. Гомер змушений ходити з Бартом до школи і навіть бігати за ним під час фізкультури, а Барт ходить з Гомером до Мо. Справді, позитив вони знаходять, і багато дізнаються один про одного, щоправда через мотузку вони розбивають морозиво, не можуть окремо ходити у туалет. А одної ночі, Гомер примушує Мардж кохатися при Барті, мотивуючи, що це «сприятиме його розвитку, швидше сам навчиться, скоро сам з дівчатами так робитиме, ми ж маєм показати гарний приклад сину» і т.д. але Мардж навідріз відмовляється і йде спати у ванну кімнату. Коли Гомер і Барт починають битися, то Мардж не витримує і розбиває мотузку ножем. Щоправда мотузка виявилася скловолокнистою і Шкода побачила вчинок Мардж. Родину знову відправили у суд, і Гомера з Мардж прикували до дерев'яного кронштейна, і вони мусили так ходити. По дому у Мардж  з Гомером нічого не вдавалося робити з таким устроєм на плечах, Гомер під час протирки посуду перебиває усі тарілки, Гомер і Мардж часто б'ють один одного кронштейнами, а Барт вільний у цей час. Гомер вирішує звільнитися і бере Мардж до гаражу Фландерса, де переламує усі інтрументи, але за допомогою токарного верстату зрізати кронштейн Мардж. Коли Нед приходить до гаражу, то каже, що боїться відповідальності суду за звільнення Мардж своїми інструментами. Але гомер бере свічку з рук Фландерса і перепалює власний кронштейн.
Тоді Гомер з Мардж шукають адресу Шкоди, щоб повісити плакат на її будинок з надписом «Ти ідіотина». Вони заледве знаходять її будинок, точніше це був катер, перобладнаний під будинок. Коли Гомер з Мардж розвішують плакат, з води вистрибує тюлень і хоче погратися. Ці звуки чує суддя, виходить з дому і бачить Мардж з Гомером. Гомер бере бетонну деталь і кидає її у будинок, який одразу тоне. Шкода знову веде Сімпсонів до суду, де каже промову (де згадує, що колись була чоловіком), і збирається на 10 років посадити Гомера з Мардж. Тоді Барт бачить ситуацію і каже, що він сам в усьому винен, і Шкода приймає рішення посадити його на 10 років, але перед ударом молотком приходить Снайдер з відпустки, ставить улюблену фігурку клоуна і змушує Шкоду йти. Снайдер скасовує вирок і Гомер з Мардж вільні. По дорозі з суду Гомер обіцяє звозити родину у ресторан, і збиває Ганса Молемана, проте той встає і йде далі, а Сімпсони їдуть додому.